# 母をたずねて
『母をたずねて』（Little Quacker、1950年1月7日、劇場公開時『ホラ吹きニャン公』）は、「トムとジェリー」の作品の一つ。日本においては現在パブリックドメインとなっている。

## スタッフ
- 監督 - ウィリアム・ハンナ、ジョセフ・バーベラ
- 製作 - フレッド・クインビー
- 作画 - ケネス・ミューズ、エド・バージ、レイ・パターソン、アーヴン・スペンス
- 音楽 - スコット・ブラッドリー

## 作品内容
母アヒルが水際の巣で大事そうに卵を温めていた。しかし水浴びで巣を離れていた隙に、トムに卵を盗まれてしまう。トムは早速台所で卵料理作りに取り掛かるが、卵を割ってみると出てきたのはアヒルの雛。そこでトムは予定を変更して、子アヒルのローストを作ることにした。
ローストダックを作るには、まずアヒルに詰め物をする。そこで何も知らない子アヒルに食パンをついばませる。肉切り包丁を構え、首を刎ねようとするトム。しかしすんでのところで子アヒルは逃げ出し、ジェリーの巣穴へ逃げ込む。こうして、ジェリーと子アヒル、トムとのドタバタが始まる。
一方、母アヒルは行方不明になった卵を捜し求めていた。すると向こうから子アヒルとジェリーが駆けて来る。子アヒルと涙の再会を果たす母親だったが、直後子アヒルらを追い回していたトムの芝刈り機に巻き込まれ、胸の羽根を刈り上げられてしまった。子を食べられかけた上に胸を露わにされてしまった彼女はカンカンに怒り、マッチョな夫アヒルのヘンリーを呼び出しこれまでの経緯を説明。怒り心頭のヘンリーはトムを芝刈り機攻めにした。
一方、アヒル母子と仲良くなったジェリーは、皆で水遊びを楽しむのだった。

## 登場キャラクター
トム
アヒルの巣から卵を盗んで料理しようとするが、割ると雛が孵ったことからその子アヒルを食べようと企む。やがてそれを阻止するジェリーの策略にはまり自滅の連続。ついには芝刈り機で子アヒルとジェリーを追いかけるが、勢い余って母アヒルの胸を丸出しにする失態をやらかしてヘンリーの逆鱗に触れてしまい、自身の毛を丸刈りされてしばき上げられた。
ジェリー
トムに狙われた子アヒルを守りつつトムを出し抜く。最後はアヒル親子と仲良く水遊びを楽しんだ。
子アヒル
トムが巣から盗んだ卵から孵るが、トムに食べられそうになる。その後はジェリーの助けを借りつつ母アヒルを捜すと共に、自身を食べようとするトムの攻撃から逃れる。やがて母親との再会を果たし、「大きな包丁を振り回して自分を切り刻み食べようとするひどい腹ぺこネコがいる」旨を母アヒルに訴えた。最後は自分を助けてくれたジェリーを仲間として迎え入れた。
子アヒルの母
水浴びを楽しんでいるうちに自分が産み大切に温めていた卵をトムに横取りされてしまい、行方不明になった我が子を捜す。やがて子アヒルを見つけ再会を果たすも、それを追いかけていたトムに芝刈り機で羽を刈られて胸を丸出しにされ、加えて我が子も傷つけ食べようとした行為に憤慨。夫のヘンリーに助けを求めてトムを懲らしめさせる。最後は我が子を引き連れて水辺を泳ぐと共に、ジェリーが乗った浮き輪を牽引した。
ヘンリー
大柄な子アヒルの父。家族を危険に晒したトムを懲らしめた。

## 備考
雁、鴨、アヒルなどの水鳥は、生まれて最初に目にした動く物体を「母親」と見なす性質があるが、この作品で子アヒルが最初に眼にした動く物体は「トム」あるいは「胡椒の容器」だが、子アヒルは誤解することなく、まだ見ぬ母アヒルを「正式な母親」として認識している。
1. ↑  この性質を利用した作品が「素敵なママ」である。